# يان زيبي
يان زيبي (بالصينية: 闫子贝) (مواليد 12 أكتوبر 1995) هو سبّاح صيني، مثّل بلاده في الألعاب الأولمبية الصيفية 2016.

## روابط خارجية
يان زيبي على موقع الاتحاد الدولي للسباحة (الإنجليزية)
- يان زيبي على موقع SwimRankings.net (الإنجليزية)
- يان زيبي على موقع اللجنة الأولمبية الدولية (الإنجليزية)
- يان زيبي على موقع أوليمبيديا (الإنجليزية)
- يان زيبي على موقع اللجنة الأولمبية الصينية (الإنجليزية)